# Sing (canción de Travis)
«Sing»—en español: Cantar— es el primer sencillo del tercer álbum de estudio de la banda Indie Travis, The Invisible Band. Fue lanzado en el Reino Unido el 28 de mayo de 2001, tras una extensa campaña de promoción de cinco semanas. La canción alcanzó una posición máxima de número tres en la lista UK Singles Chart.

## Video musical
El video muestra a la banda visitar una casa de campo grande para cenar y meterse en una pelea masiva de alimentos con los residentes. El video se estrenó el 20 de abril de 2001 en Top of the Pops. Cuando el sencillo alcanzó el número tres, la banda fue invitada a Top Of The Pops, donde rehacen la guerra de comida para una actuación en directo. Este desempeño se utiliza a veces en lugar del vídeo principal.

## Lista de canciones
- UK CD1

1. «Sing» - 3:48
2. «Ring Out The Bell» - 3:44
3. «Killer Queen» - 4:03

- UK CD2

1. «Sing» - 3:48
2. «You Don't Know What I'm Like» - 4:11
3. «Beautiful» - 3:45

- 7" Vinyl / Casete sencillo

1. «Sing» - 3:48
2. «Killer Queen» - 4:03

- European Single

1. «Sing» - 3:48
2. «Ring Out The Bell» - 3:44

## Posicionamiento en listas
| Listas (2001–02)                            | Listas posición |
| ------------------------------------------- | --------------- |
| Australia (ARIA)                            | 41              |
| Austria (Ö3 Austria Top 40)                 | 31              |
| Bélgica (Flandes) (Ultratip Bubbling Under) | 8               |
| Bélgica (Valonia) (Ultratop 50)             | 22              |
| Países Bajos (Mega Single Top 100)          | 82              |
| Francia (SNEP)                              | 2               |
| Alemania (Media Control AG)                 | 51              |
| Italia (FIMI)                               | 8               |
| Nueva Zelanda (Recorded Music NZ)           | 8               |
| Noruega (VG-lista)                          | 4               |
| Suecia (Sverigetopplistan)                  | 43              |
| Suiza (Schweizer Hitparade)                 | 34              |
| Reino Unido (UK Singles Chart)              | 3               |
| Estados Unidos (Alternative Airplay)        | 37              |